# Polyarylate
Les polyarylates (PAR) sont une famille de polymères thermoplastiques techniques à propriétés thermomécaniques élevées. Ils comportent un enchaînement de cycles aromatiques très stables liés par des liaisons ester (CO-O). Ce sont donc des polyesters aromatiques.

## Composition
Les polyarylates sont le résultat de la copolymérisation d'un acide dicarboxylique aromatique avec un diol aromatique ou de l'homopolymérisation d'un acide-alcool aromatique. Les principaux polyarylates sont présentés dans le tableau suivant.
| Polyarylate                                                                | Monomères aromatiques                                                                            | Point de ramollissement   | Principales propriétés |
| -------------------------------------------------------------------------- | ------------------------------------------------------------------------------------------------ | ------------------------- | ---------------------- |
| Poly-4-hydroxybenzoate (connu aussi sous le nom de poly-p-hydroxybenzoate) | Homopolymérisation de l'acide parahydroxybenzoïque                                               | À partir d’environ 170 °C | Transparence           |
| Polybisphénol-A téréphtalate                                               | Copolymérisation du bisphénol A avec l'acide téréphtalique                                       | À partir d’environ 315 °C | Cristallinité élevée   |
| Vectran de Kuraray                                                         | Copolymérisation de l'acide parahydroxybenzoïque avec l'acide 6-hydroxynaphtalène-2-carboxylique |                           |                        |

## Propriétés
La présence de cycles aromatiques dans les motifs de répétition confère aux polyarylates de bonnes performances du point de vue résistance mécanique, thermique, chimique et aux radiations ultraviolettes.

## Utilisation
Les polyarylates sont utilisés comme pièces d’automobile et comme connecteurs électriques et électroniques. La transparence de quelques grades permet leur utilisation comme catadioptre et dans les panneaux solaires.